# Pyramidops schoutedeni
Pyramidops schoutedeni is een hooiwagen uit de familie Pyramidopidae.